# Gary Cooper

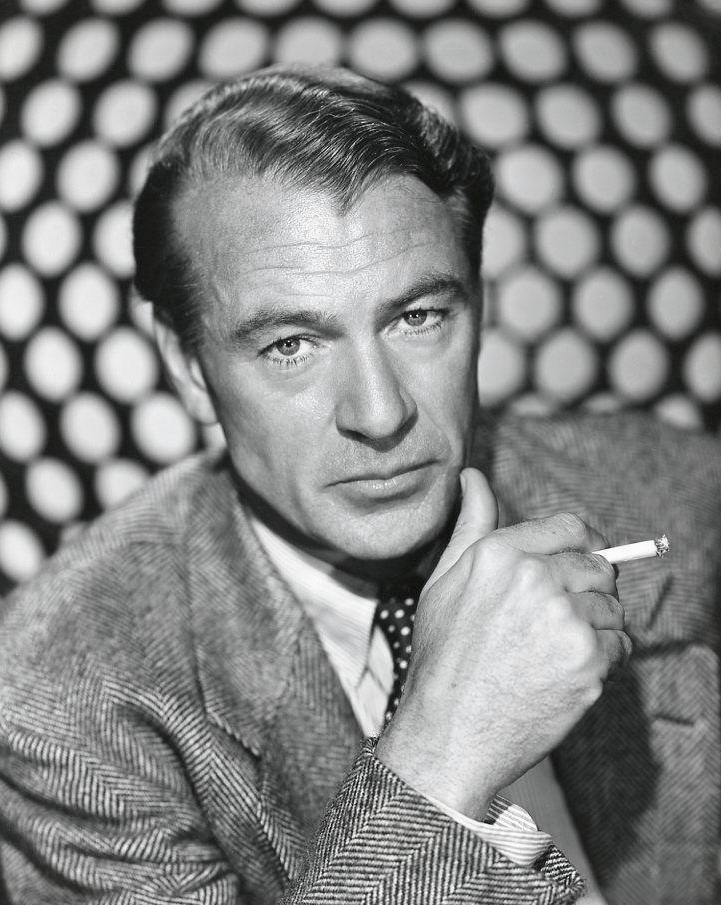
Gary Cooper (1947)

Gary Cooper (eigentlich Frank James Cooper; * 7. Mai 1901 in Helena, Montana; † 13. Mai 1961 in Beverly Hills, Kalifornien) war ein US-amerikanischer Filmschauspieler. Als Darsteller geradliniger, schweigsamer Heldenfiguren gehörte Cooper von den 1930er-Jahren bis zu seinem Tod zu den populärsten Hollywoodstars. Er gewann den Oscar als bester Hauptdarsteller für die Filme Sergeant York (1941) und Zwölf Uhr mittags (1952). In letzterem, einem der großen Westernklassiker, spielte er als Town Marshal Will Kane seine wohl bekannteste Rolle.

## Leben

### Kindheit und Jugend

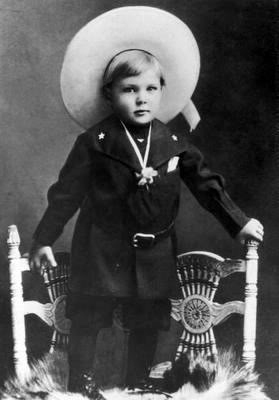
Gary Cooper als Kleinkind (1903)

Gary Cooper wuchs zunächst in Montana auf, wo seine Familie zur gesellschaftlichen Oberschicht gehörte. Seine Eltern stammten aus England. Die Mutter war die Schauspielerin Alice Cooper (1873–1967), der Vater Charles Henry Cooper (1865–1946) war ein Richter am Obersten Gerichtshof des US-Bundesstaates Montana, dem Montana Supreme Court, sowie Großfarmer. Zum Zweck gesellschaftlichen Schliffes und einer höheren Bildung wurde der junge Gary zusammen mit seinem älteren Bruder Arthur nach England geschickt, wo sie von 1910 bis 1913 die Dunstable Grammar School in Bedfordshire besuchten. Selbst äußerte er sich dahingehend, dass er in England wegen seiner amerikanischen Aussprache verprügelt wurde und in den USA wegen seines englischen Akzents. Nach Amerika zurückgekehrt, besuchte er die Gallatin Valley High School in Bozeman und wollte zunächst Maler oder Karikaturist werden, weshalb er zeitweise auch Kunstkurse an der Montana State University nahm. Bei einem Autounfall im Alter von 15 Jahren brach er sich die Hüfte, was besonders im höheren Alter zu starken Beschwerden, aber auch zu seinem charakteristischen Gang führte. Man riet ihm zu reiten, um die Gesundung zu beschleunigen, was er auf der heimatlichen Ranch perfektionierte.
Cooper absolvierte sein Kunststudium Anfang der 1920er-Jahre am Grinnell College in Iowa. Während er als Maler einigen schulischen Erfolg hatte, wurde er bei der Theatergruppe der Universität abgelehnt. Während seines Studiums in den Sommermonaten von 1922 und 1923 arbeitete er als Touristenführer im Yellowstone-Nationalpark. Im Februar 1924 brach er sein Kunststudium plötzlich ab und kehrte in seine Heimat Montana zurück, wo er die Ranch seiner Eltern führte und als Karikaturist einer Lokalzeitung arbeitete. Im Herbst 1924 zog Coopers Vater, der seine Arbeit am Obersten Gerichtshof beendet hatte, mit seiner Frau nach Los Angeles, wo er als Vermögensverwalter beschäftigt war. Cooper folgte seinen Eltern, fand jedoch keinen lukrativen Job. Er begegnete schließlich einigen Filmstatisten, die ihm von der Filmindustrie in Hollywood erzählten.

### Filmkarriere

#### Anfänge im Stummfilm

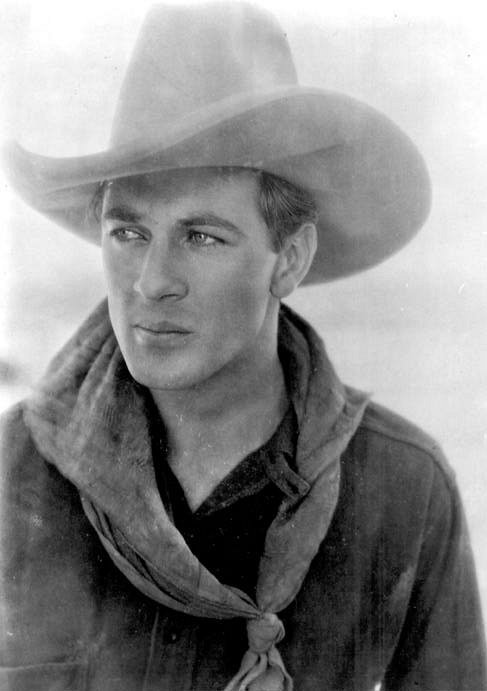
Gary Cooper (1926)

Seinen ersten Film drehte Cooper im Jahr 1925, noch während der Stummfilmzeit. Er verdingte sich zunächst für fünf Dollar pro Tag als Komparse, darunter in Western mit Jack Holt und Tom Mix. Eine dieser ungenannten Rollen hatte er als römischer Soldat in Ben Hur. Doppelt so viel wie die Statistenarbeit – zehn Dollar pro Tag – verdiente Cooper für seine Arbeit als Stuntman in Abenteuerfilmen und Western, allerdings war diese Betätigung auch deutlich gefährlicher. Cooper bezeichnete die Arbeit als Stuntman später als „hart und grausam“. Schließlich belegte er Schauspielkurse, damit er den gefährlichen Job als Stuntman hinter sich lassen und zu den lukrativeren Schauspieler-Arbeiten gelangen konnte. Der Casting-Direktor Nan Collins, sein Agent, änderte den Namen seines Klienten von Frank Cooper zu Gary Cooper – denn andere, etabliertere Schauspieler arbeiteten bereits unter dem Namen Frank Cooper.
Collins’ und Coopers Bemühen zeigte erste Erfolge, sodass dieser erste substanziellere Rollen erhielt – unter anderem als Filmschurke in Tricks sowie im Kurzfilm Lightnin’ Wins. 1926 wurde der große, überdurchschnittlich gutaussehende Jungschauspieler vom Produzenten Samuel Goldwyn unter Vertrag genommen und noch im selben Jahr für seinen Auftritt in The Winning of Barbara Worth erstmals namentlich im Abspann erwähnt. Cooper erlangte sofort Beliebtheit beim Publikum und wurde noch 1926 von Paramount Pictures unter Vertrag genommen, wo er unter anderem auch im oscarprämierten Fliegerfilm Flügel aus Stahl zu sehen war. Bereits Ende der 1920er-Jahre konnte sich Cooper als neuer Star etablieren und war besonders in Western gefragt. Viele seiner Filme waren enorme Kassenschlager. Neben Fay Wray spielte er 1928 jeweils in The Legion of the Condemned und The First Kiss. Gegen Ende der Stummfilmzeit verdiente er fast 3000 US-Dollar in der Woche. Auch im Text des 1929 veröffentlichten Songs Puttin’ on the Ritz wird Cooper erwähnt.

#### Frühe Tonfilmzeit: Aufstieg zum Topstar in Hollywood
Ende der 1920er-Jahre führte der Übergang vom Stummfilm zum Tonfilm zu beispiellosen Umwälzungen in Hollywood: Viele Stummfilmschauspieler kamen mit dem neuen Tonfilm nicht zurecht und büßten innerhalb kurzer Zeit ihre Popularität ein. Cooper dagegen wurde noch beliebter wegen seiner vergleichsweise minimalistischen, realistischen Darstellung, die nichts mit dem dramatisierenden, gestenreichen Spiel der Stummfilm-Mimen gemein hatte. Er behielt seine Art zu spielen bei und setzte sie vor allem in Western- und Abenteuerfilmen effektiv ein, in denen er schweigsame, einsame Helden spielte.
Den Durchbruch zum Topstar in Hollywood feierte Cooper 1929 mit Der Mann aus Virginia von Victor Fleming. Der Western, zugleich Coopers erster Tonfilm, war seinerzeit ein großer Erfolg und beeinflusste das Westerngenre nachhaltig. Im folgenden Jahr setzte Paramount Pictures Cooper aus kommerziellen Gründen in vielen Western und Kriegsfilmen ein, darunter: Only the Brave mit Mary Brian, Das Verbrechen von Buenas Terras – erneut mit Fay Wray, sowie The Spoilers mit Kay Johnson. Sein heute noch bekanntester Film des Jahres 1930 ist Josef von Sternbergs Liebesdrama Marokko, wo Cooper neben Marlene Dietrich einen Fremdenlegionär in Marokko verkörperte. Für diesen Auftritt erhielt er – trotz Konflikten mit dem autoritären Regisseur Sternberg – einige der besten Kritiken seiner bisherigen Schauspielerlaufbahn. Zunehmend drehte er auch in anderen Genres, etwa die Romanzen I Take This Woman (1931) mit Carole Lombard und His Woman (1931) mit Claudette Colbert.

#### Auszeit und Rückkehr nach Hollywood
Nach zehn Hauptrollen in zwei Jahren litt Cooper unter schlechter Gesundheit und fühlte sich durch seine plötzliche Berühmtheit isoliert. Er nahm sich ab Mai 1931 eine Auszeit und lebte für ein Jahr in Algier und später in Italien. Er nahm sogar an einer zehnwöchigen Großwildjagd am Mount-Kenya-Massiv in Ostafrika teil. Er lebte während dieser Zeit bei der befreundeten Fürstin Dorothy di Frasso in der Villa Madama.
Im Jahr 1932 kehrte Cooper zu Paramount Pictures zurück, schloss allerdings einen neuen Vertrag, der nur zwei Filme pro Jahr – anstelle von fünf –, 4000 US-Dollar in der Woche und weitgehende Freiheit bei der Rollenauswahl vorsah. An seine alten Erfolge konnte er schnell mit dem Kriegsdrama In einem anderen Land (1932) anknüpfen, einer Verfilmung des gleichnamigen Romans von Ernest Hemingway (es war die erste Verfilmung eines Hemingway-Stoffs überhaupt). In seiner vielleicht bis dahin ambitioniertesten Rolle verkörperte er einen US-Soldaten in Italien, der in den Wirren des Ersten Weltkriegs seine große Liebe (Helen Hayes) verliert. In einem anderen Land wurde sowohl bei Publikum als auch bei Kritikern zu einem der größten Filmerfolge des Jahres.
Seinen nächsten Film drehte Cooper für MGM an der Seite von Joan Crawford. Howard Hawks’ Drama Today We Live floppte jedoch an der Kinokasse. Auch seinem zweiten MGM-Film, Geheimagent 13, diesmal an der Seite von Marion Davies, war kein Erfolg beschieden. Ernst Lubitschs erotische Komödie Serenade zu dritt wurde 1933 hingegen zu einem der zehn erfolgreichsten Filme des Jahres. Auch 1934 konnte er wieder mit Treffpunkt: Paris! neben Kinderstar Shirley Temple einen Erfolg verbuchen.

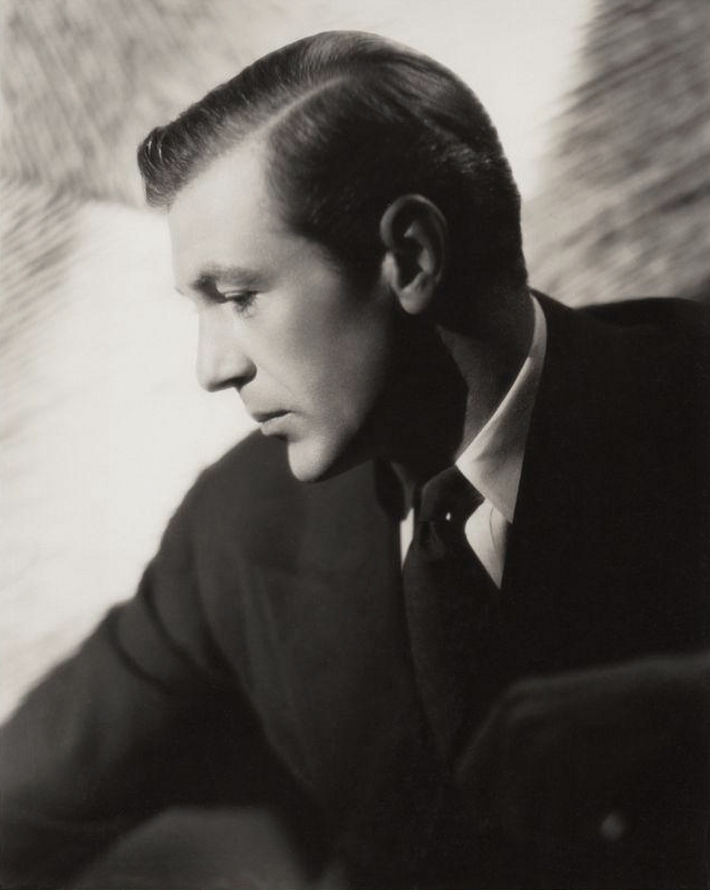
Cooper als Mr. Deeds (1936)

1935 wurde Cooper vom Produzenten Samuel Goldwyn unter Vertrag genommen, worauf er im Drama Die Nacht der Liebe als alkoholkranker Schriftsteller eine seiner anspruchsvolleren Rollen hatte. Der Film, mit der angeblichen „neuen Garbo“ Anna Sten besetzt, war jedoch kein Erfolg.
Zufriedenstellender wurden seine anderen Filme des Jahres, Peter Ibbetson und Bengali – jeweils unter Henry Hathaways Regie. Bengali erhielt sechs Oscar-Nominierungen und zeigte Cooper als britischen Offizier, der sein Lager gegen indische Rebellen verteidigt.
1936 spielte er die Titelrolle in Frank Capras Komödie Mr. Deeds geht in die Stadt. Cooper verkörperte darin die Rolle des naiven Grußkartenautoren Longfellow Deeds, der ein Millionenvermögen erbt und dadurch zum Mittelpunkt von Intrigen wird. Dieser Film brachte Cooper seine erste Oscar-Nominierung ein und bestärkte sein Image als amerikanischer Volksheld voller Ehrlichkeit und Mut. Auch seine weiteren Filme des Jahres wurden zu Erfolgen, darunter der Western Der Held der Prärie, seine erste von vier Zusammenarbeiten mit Star-Regisseur Cecil B. DeMille. In den folgenden Jahren sah man ihn unter anderem in aufwendigen Produktionen wie Schiffbruch der Seelen (1937) und Die Abenteuer des Marco Polo (1938), außerdem verkörperte er einen exzentrischen und heiratswütigen Millionär in Ernst Lubitschs Blaubarts achte Frau (1938).

#### Erneute Erfolge und Oscar-Gewinn
Nach mehreren finanziellen Misserfolgen kehrte Cooper Ende der 1930er-Jahre wieder zu Western und Kriegsfilmen zurück, etwa mit William A. Wellmans Drei Fremdenlegionäre (1939), der Cooper als Mitglied der französischen Fremdenlegion zeigte. Im folgenden Jahr spielte er unter der Regie von William Wyler in Der Westerner einen Cowboy, der in einer korrupten Kleinstadt aufräumt. 1941 kam es zur erneuten Zusammenarbeit Coopers mit Regisseur Capra für den Film Hier ist John Doe, wo er einen abgehalfterten Ex-Sportler verkörperte, der durch einen Zufall plötzlich zum Volkshelden Amerikas wird.

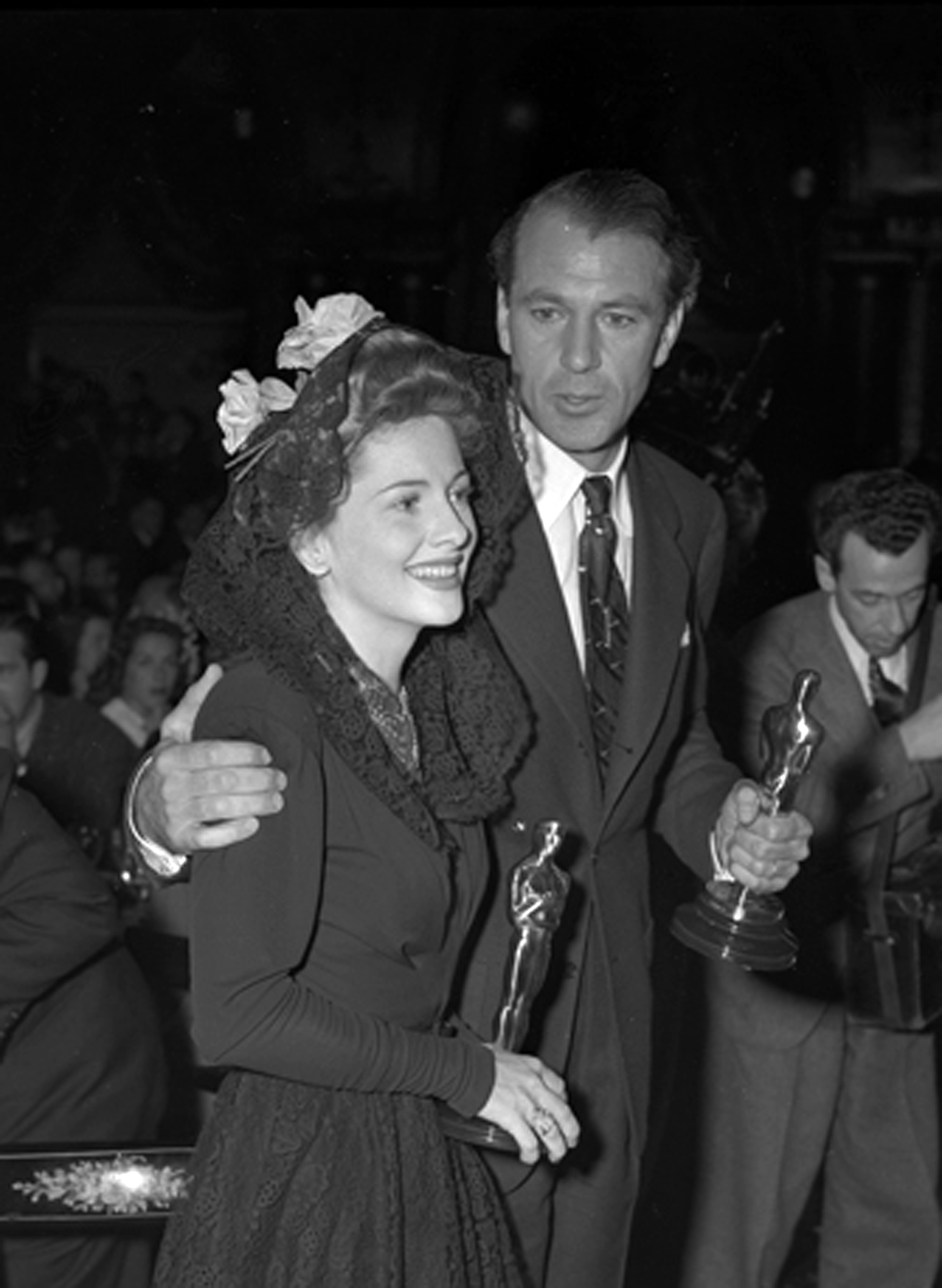
Cooper mit Joan Fontaine bei der Oscarverleihung 1942

Einen noch größeren Erfolg hatte Cooper allerdings mit der Titelrolle im Kriegsdrama Sergeant York über den hochdekorierten Soldaten Alvin C. York. Er erhielt für diesen Auftritt brillante Kritiken und wurde in der Kategorie Bester Hauptdarsteller mit seinem ersten Oscar ausgezeichnet. Sein dritter Erfolg im Jahr 1941 war die Screwball-Komödie Die merkwürdige Zähmung der Gangsterbraut Sugarpuss neben Barbara Stanwyck, wofür er wie schon in Sergeant York unter der Regie von Howard Hawks vor der Kamera stand. Mit der Titelrolle in Sam Woods Filmbiografie Der große Wurf über das kurze Leben des Baseball-Stars Lou Gehrig endete 1942 Coopers Vertrag mit dem Produzenten Goldwyn.

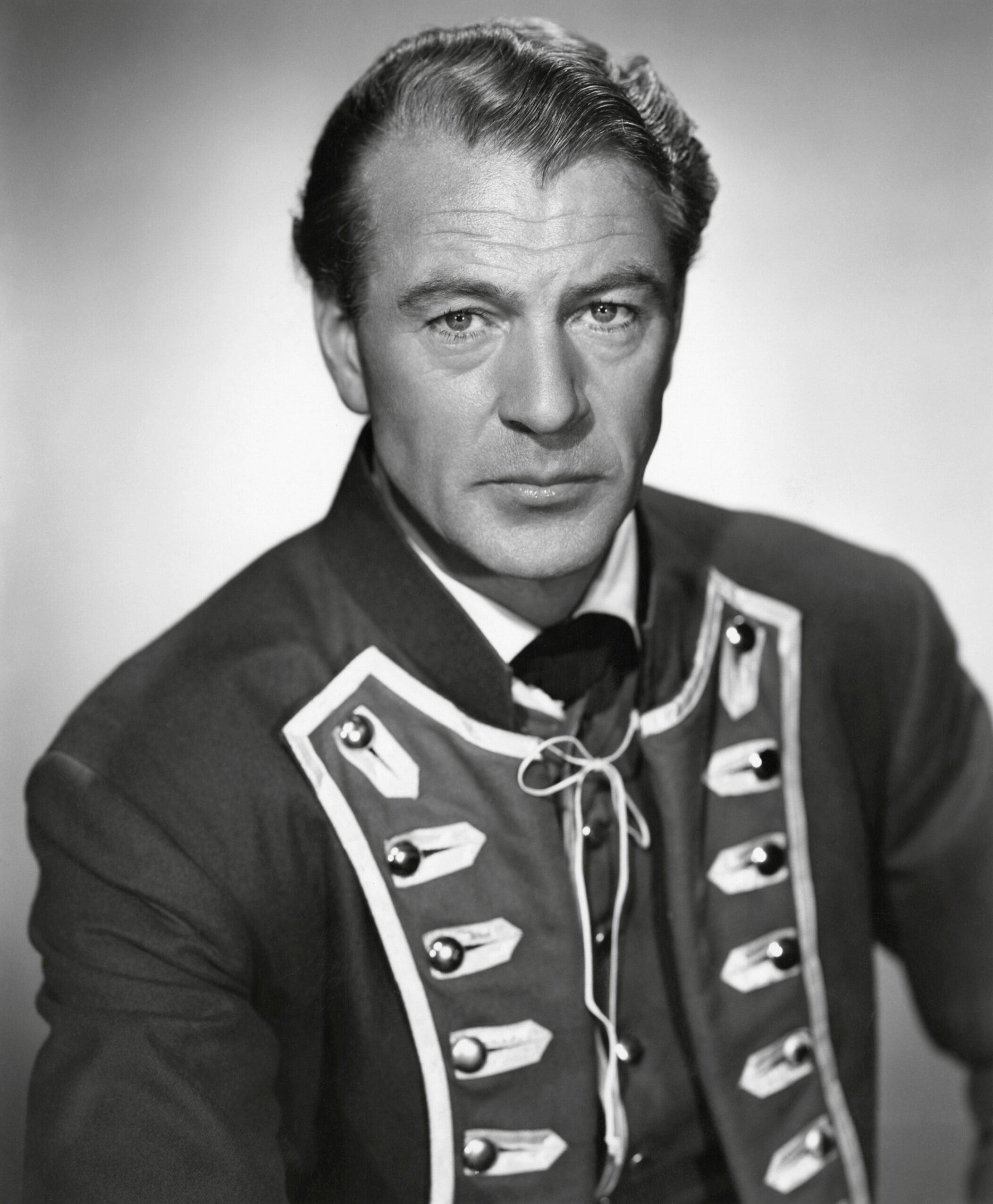
Cooper in Cecil B. DeMilles Die Unbesiegten (1947)

Cooper zählte bis zu seinem Tod durchgehend zu den populärsten Hollywoodstars und konnte an den Kinokassen regelmäßig Erfolge verbuchen. Er drehte 110 Filme und wurde im Lauf seiner Karriere zu einer Ikone der amerikanischen Popkultur. Für viele Zuschauer verkörperte er, über seine darstellerischen Leistungen hinaus, das Idealbild des aufrechten, integren und heldenhaften US-Amerikaners.
Dreimal wurde Cooper der Oscar zuteil: 1942 für Sergeant York und 1953 für Zwölf Uhr mittags. Den Ehrenoscar für sein Lebenswerk (1961) konnte er wegen seiner Krebserkrankung nicht mehr selbst entgegennehmen, sodass dies sein Freund James Stewart für ihn übernahm.

### Privates
Verheiratet war Gary Cooper ab 1933 mit Veronica „Rocky“ Balfe (1913–2000) aus der New Yorker High Society, mit der er eine Tochter hatte. Balfe war Anfang der 1930er-Jahre kurzzeitig Schauspielerin unter dem Pseudonym Sandra Shaw gewesen und wurde unter anderem von King Kong in King Kong und die weiße Frau unsanft herumgeschleudert. Mutter und Tochter waren streng katholisch, und die Tochter wollte zunächst Nonne werden. Cooper konvertierte zum katholischen Glauben und besuchte den beiden zuliebe auch gegen Ende seines Lebens den Papst. Eng befreundet war Cooper mit dem Schriftsteller Ernest Hemingway, der ihm die Hauptfigur seines Romans Wem die Stunde schlägt auf den Leib geschrieben haben soll.

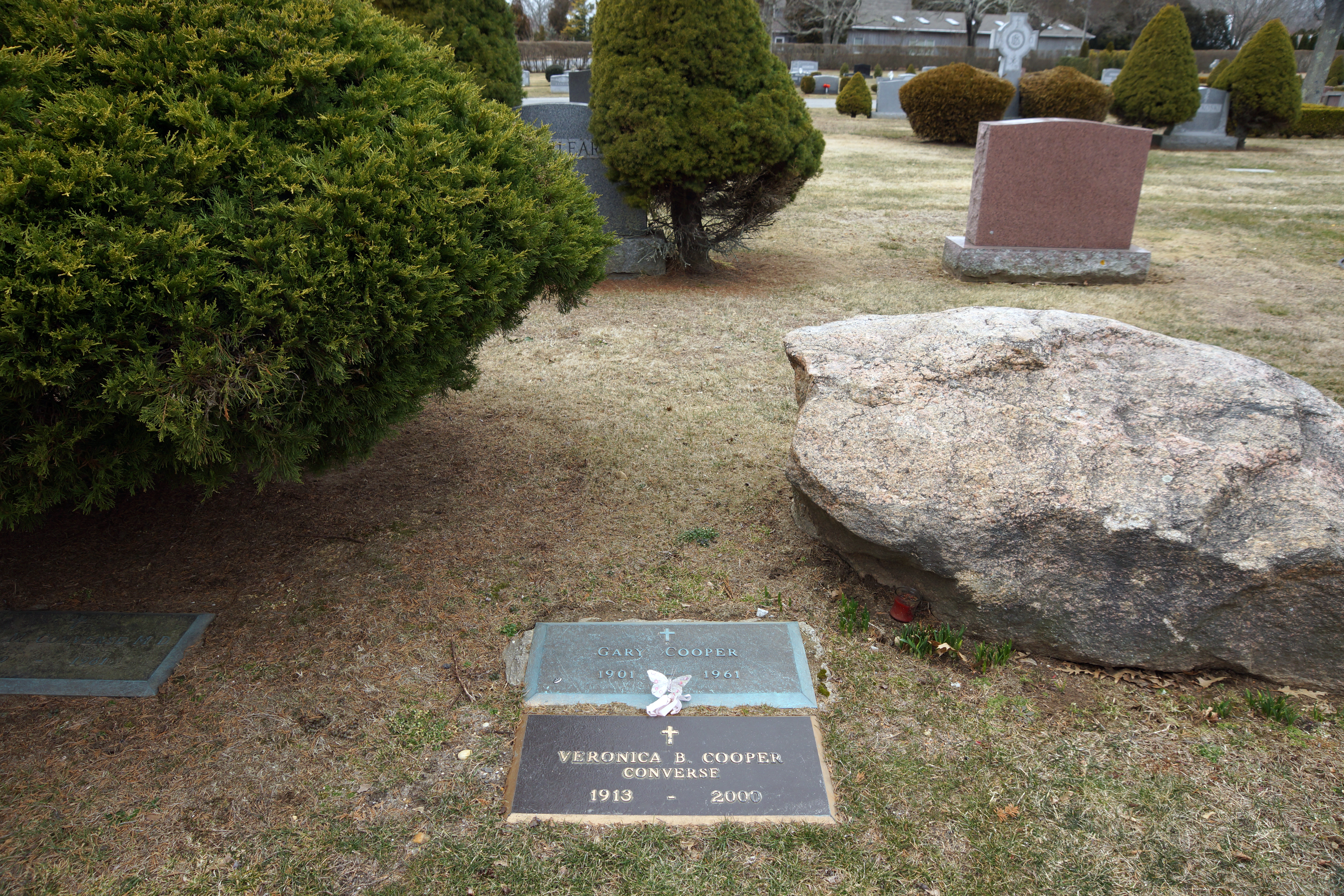
Gary und Veronica Coopers Grab in Southampton, New York

Bei den Dreharbeiten zu Der Galgenbaum kam er nur mehr unter Schmerzen in den Sattel. Mit Mühe konnte er Sie kamen nach Cordura und Die den Tod nicht fürchten fertigstellen. Die Diagnose lautete Prostatakrebs, sodass an eine erneute Zusammenarbeit mit Fred Zinnemann in Der endlose Horizont nicht mehr zu denken war. Im Frühjahr 1960 unterzog er sich zwei Krebsoperationen. Erstmals seit Beginn seiner Karriere kam 1960 kein neuer Film von ihm mehr in die Kinos. Nach einer kurzzeitigen Besserung begann er Ein Mann geht seinen Weg. Die Beschwerden kehrten jedoch zurück.
Gary Cooper starb 1961 im Alter von 60 Jahren an den Folgen seiner Krebserkrankung, die in den Dickdarm, die Lunge und Knochen gestreut hatte. Er wurde auf dem Sacred Hearts of Jesus & Mary Cemetery in Southampton auf Long Island bei New York beigesetzt.

## Komitee für unamerikanische Umtriebe
Cooper war ein konservativer Republikaner, der offen die Präsidentschaftskandidaten dieser Partei unterstützte. Er gehörte zu den Gründungsmitgliedern der Motion Picture Alliance for the Preservation of American Ideals, einer konservativen Organisation, die sich laut ihrer Grundsatzerklärung der Bewahrung des American Way of Life und dem Kampf gegen Kommunismus und Faschismus verschrieben hatte. Die Organisation riet dem Kongress der Vereinigten Staaten, den kommunistischen Einfluss in der Filmindustrie zu untersuchen.
Am 23. Oktober 1947 wurde Cooper vor das Komitee für unamerikanische Umtriebe geladen und gefragt, ob er einen „kommunistischen Einfluss“ in Hollywood beobachtet habe. Cooper berichtete von Äußerungen, die er gehört hatte, wonach die Verfassung veraltet und der Kongress eine überflüssige Institution sei, von Kommentaren, die er als „sehr unamerikanisch“ empfunden habe, und sagte aus, dass er mehrere Drehbücher abgelehnt habe, weil er dachte, sie seien „kommunistisch gefärbt“. Im Gegensatz zu einigen anderen Zeugen nannte Cooper keine Namen von Personen oder Drehbüchern.
Während der Dreharbeiten zu High Noon freundete sich Cooper 1951 mit dem Drehbuchautor des Films, Carl Foreman, an, der Mitglied der Kommunistischen Partei gewesen war. Als Foreman vom Komitee vorgeladen wurde, setzte Cooper seine Karriere aufs Spiel, um Foreman zu verteidigen. Nachdem John Wayne und andere damit gedroht hatten, ihn auf die schwarze Liste zu setzen, gab Cooper eine Presseerklärung zur Unterstützung Foremans ab und nannte ihn „den besten Amerikaner“. Als der Produzent Stanley Kramer Foremans Namen als Drehbuchautor entfernte, drohten Cooper und der Regisseur Fred Zinnemann damit, sich aus dem Film zurückzuziehen, falls Foremans Name nicht wieder aufgenommen würde. Foreman sagte später, dass von all seinen Freunden, Verbündeten und Kollegen in Hollywood Cooper der „einzige große war, der versucht hat zu helfen. Der einzige“.

## Filmografie (Auswahl)
- 1925: Prärieteufel (The Thundering Herd)
- 1925: Im Tale der wilden Pferde (Wild Horse Mesa)
- 1925: Der schüchterne Don Juan (The Lucky Horseshoe)
- 1925: Der Untergang der roten Rasse (The Vanishing American)
- 1925: Der Adler (The Eagle)
- 1925: Ben Hur
- 1926: Die Farm auf dem Hügel (The Enchanted Hill)
- 1926: Entfesselte Elemente (The Winning of Barbara Worth)
- 1926: Korsaren (Old Ironsides)
- 1927: Das gewisse Etwas (It)
- 1927: Kinder aus geschiedenen Ehen (Children of Divorce)
- 1927: Arizona Bound
- 1927: Flügel aus Stahl (Wings)
- 1927: The Last Outlaw
- 1927: Der Meuchelmörder von Nevada (Nevada)
- 1928: Der weiße Harem (Beau Sabreur)
- 1928: Einmal kommt der Tag (Doomsday)
- 1928: The Legion of the Condemned
- 1928: Half a Bride
- 1928: Zeit des Flieders (Lilac Time)
- 1928: The First Kiss
- 1928: Liebeslüge (The Shopworn Angel)
- 1929: Wolf Song
- 1929: Aschermittwoch (Betrayal)
- 1929: Der Mann aus Virginia (The Virginian)
- 1930: Seven Days’ Leave
- 1930: Only the Brave
- 1930: Paramount-Parade (Paramount on Parade)
- 1930: Das Verbrechen von Buenas Terras (The Texan)
- 1930: A Man from Wyoming
- 1930: The Spoilers
- 1930: Marokko (Morocco)
- 1931: Fighting Caravans
- 1931: Straßen der Weltstadt (City Streets)
- 1931: I Take This Woman
- 1931: His Woman
- 1932: Die Frau im U-Boot (Devil and the Deep)
- 1932: Wenn ich eine Million hätte (If I Had a Million)
- 1932: In einem anderen Land (A Farewell to Arms)
- 1933: Zum Leben verurteilt (Today We Live)
- 1933: One Sunday Afternoon
- 1933: Serenade zu dritt (Design for Living)
- 1933: Alice im Wunderland (Alice in Wonderland)
- 1934: Geheimagent 13 (Operator 13)
- 1934: Treffpunkt: Paris! (Now and Forever)
- 1935: Bengali (The Lives of a Bengal Lancer)
- 1935: Die Nacht der Liebe (The Wedding Night)
- 1935: Peter Ibbetson
- 1936: Perlen zum Glück (Desire)
- 1936: Mr. Deeds geht in die Stadt (Mr. Deeds Goes to Town)
- 1936: Der General starb im Morgengrauen (The General Died at Dawn)
- 1936: Der Held der Prärie (The Plainsman)
- 1937: Schiffbruch der Seelen (Souls at Sea)
- 1938: Blaubarts achte Frau (Bluebeard’s Eighth Wife)
- 1938: Die Abenteuer des Marco Polo (The Adventures of Marco Polo)
- 1938: Mein Mann, der Cowboy (The Cowboy and the Lady)
- 1939: Drei Fremdenlegionäre (Beau Geste)
- 1939: Verrat im Dschungel (The Real Glory)
- 1940: Der Westerner (The Westerner)
- 1940: Die scharlachroten Reiter (North West Mounted Police)
- 1941: Hier ist John Doe (Meet John Doe)
- 1941: Sergeant York
- 1941: Die merkwürdige Zähmung der Gangsterbraut Sugarpuss (Ball of Fire)
- 1942: Der große Wurf (The Pride of the Yankees)
- 1943: Wem die Stunde schlägt (For Whom the Bell Tolls)
- 1944: Dr. Wassells Flucht aus Java (The Story of Dr. Wassell)
- 1944: So ein Papa (Casanova Brown)
- 1945: Der Vagabund von Texas (Along Came Jones)
- 1945: Das Spiel mit dem Schicksal (Saratoga Trunk)
- 1946: Im Geheimdienst (Cloak and Dagger)
- 1947: Mädchen für Hollywood (Variety Girl) (Cameo)
- 1947: Die Unbesiegten (Unconquered)
- 1948: Der beste Mann der Stadt (Good Sam)
- 1949: Ein Mann wie Sprengstoff (The Fountainhead)
- 1949: Sturm über dem Pazifik (Task Force)
- 1949: Snow Carnival (Kurzfilm, Erzähler und Mitwirkender)
- 1950: Zwischen zwei Frauen (Bright Leaf)
- 1950: Todfeindschaft (Dallas)
- 1951: You’re in the Navy Now
- 1951: It’s a Big Country
- 1951: Starlift
- 1951: Die Teufelsbrigade (Distant Drums)
- 1952: Zwölf Uhr mittags (High Noon)
- 1952: Gegenspionage (Springfield Rifle)
- 1953: Rückkehr ins Paradies (Return to Paradise)
- 1953: Wilde Glut (Blowing Wild)
- 1954: Der Garten des Bösen (Garden of Evil)
- 1954: Vera Cruz
- 1955: Verdammt zum Schweigen (The Court-Martial of Billy Mitchell)
- 1956: Lockende Versuchung (Friendly Persuasion)
- 1957: Ariane – Liebe am Nachmittag (Love in the Afternoon)
- 1958: Ein Mann in den besten Jahren (Ten North Frederick)
- 1958: Der Mann aus dem Westen (Man of the West)
- 1959: Der Galgenbaum (The Hanging Tree)
- 1959: Sie kamen nach Cordura (They Came to Cordura)
- 1959: Die den Tod nicht fürchten (The Wreck of the Mary Deare)
- 1961: Ein Mann geht seinen Weg (The Naked Edge)

## Deutsche Synchronstimmen
Diverse deutsche Sprecher übernahmen die Synchronisation von Gary Cooper. Besonders hervorzuheben sind hierbei Wolfgang Lukschy, Hartmut Reck, Heinz Engelmann, Peter Pasetti und Paul Klinger.

## Auszeichnungen
Oscar

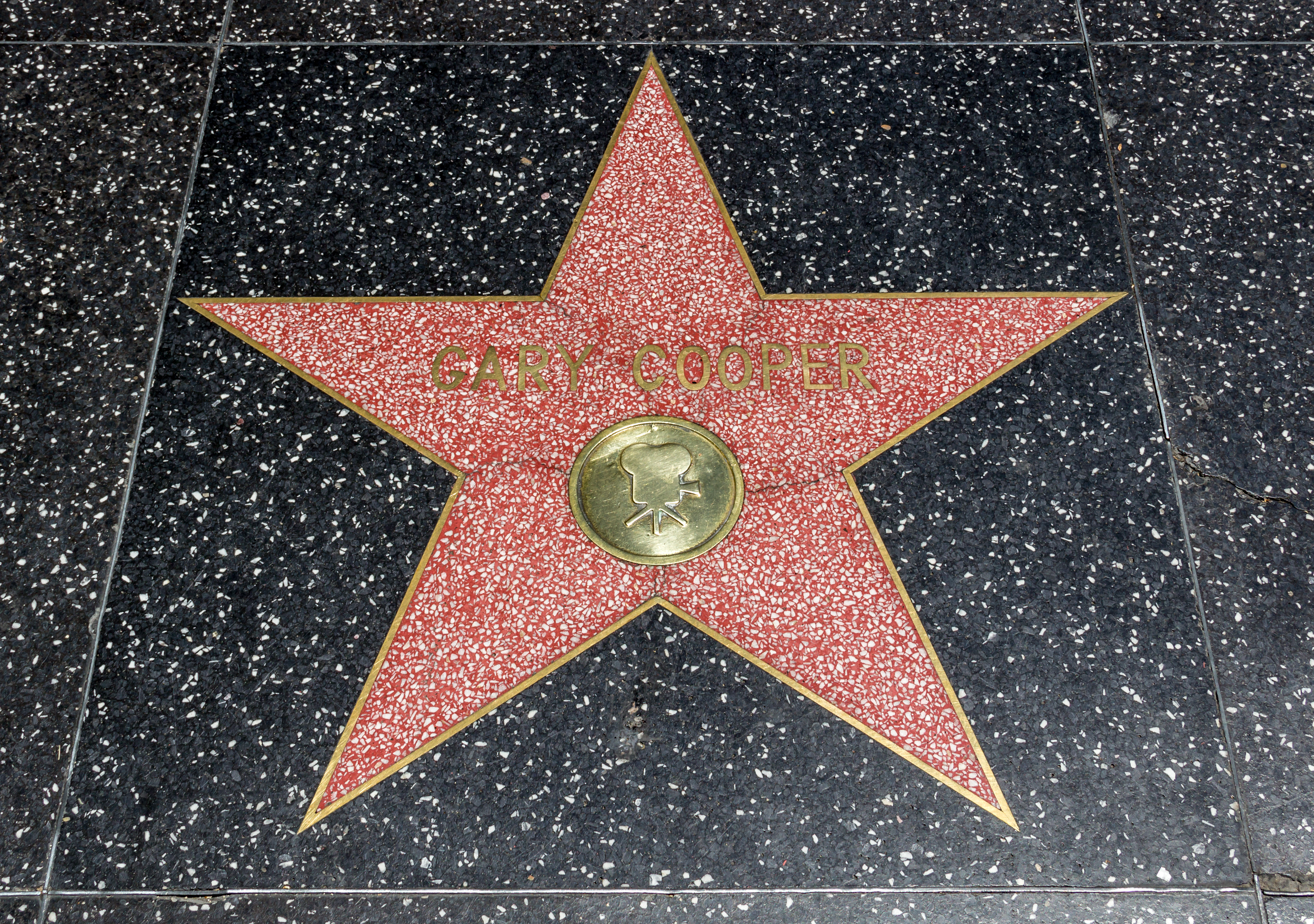
Gary Coopers Stern auf dem Hollywood Walk of Fame

- 1937: Nominierung in der Kategorie Bester Hauptdarsteller für Mr. Deeds geht in die Stadt
- 1942: Auszeichnung in der Kategorie Bester Hauptdarsteller für Sergeant York
- 1943: Nominierung in der Kategorie Bester Hauptdarsteller für Der große Wurf
- 1944: Nominierung in der Kategorie Bester Hauptdarsteller für Wem die Stunde schlägt
- 1953: Auszeichnung in der Kategorie Bester Hauptdarsteller für Zwölf Uhr mittags
- 1961: Ehrenoscar für sein Lebenswerk

Golden Globe
- 1953: Auszeichnung in der Kategorie Bester Hauptdarsteller – Drama für Zwölf Uhr mittags
- 1957: Nominierung in der Kategorie Bester Hauptdarsteller – Drama für Lockende Versuchung

Weitere
- 1936: Nominierung für den New York Film Critics Circle Award in der Kategorie Bester Hauptdarsteller für Mr. Deeds geht in die Stadt
- 1941: National Board of Review Award in der Kategorie Bester Darsteller für Sergeant York
- 1941: New York Film Critics Circle Award in der Kategorie Bester Hauptdarsteller für Sergeant York
- 1953: Photoplay Award in der Kategorie Beliebtester männlicher Star für Zwölf Uhr mittags
- 1958: Nominierung für den Golden Laurel Award in der Kategorie Bester männlicher Star
- 1959: Golden Laurel Award in der Kategorie Bester Actiondarsteller für Der Galgenbaum
- 1959: Nominierung für den Golden Laurel Award in der Kategorie Bester männlicher Star
- 1960: Golden Laurel Award in der Kategorie Bester Actiondarsteller für Sie kamen nach Cordura
- 1960: Stern auf dem Hollywood Walk of Fame (6243 Hollywood Boulevard)
- 1961: David di Donatello für sein Lebenswerk
- 1999: Platz 11 der 25 größten männlichen amerikanischen Filmstars
- 2003: Platz 5 der 50 größten Helden des amerikanischen Films mit seiner Rolle in Zwölf Uhr mittags
- 2003: Platz 25 der 50 größten Helden des amerikanischen Films mit seiner Rolle in Der große Wurf
- 2003: Platz 35 der 50 größten Helden des amerikanischen Films mit seiner Rolle in Sergeant York

## Autobiographie
- Gib dem Glück die Sporen. Die Geschichte meines Lebens. Henschel, Berlin 1991, ISBN 3-362-00547-0.